# Hedgewars
Headgewars é um estratégia, baseado em turnos, na qual os personagens são ouriços. O gráfico e jogabilidade são similares ao jogo Worms, da qual o jogador deve escolher armas para atacar o adversário, para vencer o jogo, em um ambiente 2D.
O jogo utiliza a licença GPL e usa a biblioteca gráfica SDL.

## Jogabilidade
O jogador controla um grupo de ouriços. Por seu turno, um jogador pode selecionar um de seus ouriços. O jogador pode usar armas e ferramentas para matar ouriços opostos.
Matar todos os inimigos conduz à vitória. O jogo ocorre em uma paisagem destrutível, a qual é alterada pelo uso de muitas armas, ao longo do jogo. Embora os ouriços pode mover-se, o seu movimento é limitada pela forma da paisagem. No entanto, ouriços pode usar ferramentas como cordas e pára-quedas para mover-se em áreas inacessíveis.
Voltas são normalmente limitados na duração de um limite de tempo ou o uso de uma arma. Um ouriço morre quando ele pula na água ou quando a sua saúde é reduzido a zero.

## Características
- Os jogadores podem usar uma ampla variedade de armas e ferramentas, incluindo granadas, bombas de fragmentação, bazucas, UFOs, espingardas, bastões de beisebol, dinamite, minas terrestres, etc.
- O jogo tem tanto local e em rede para vários jogadores, com opcionais adversários controlados por computador (modo AI).
- Uma ferramenta de ajuste de jogo está disponível, o que permite aos jogadores alterar diferentes aspectos do jogo.
- Personalização de equipes e ouriços individuais.
- Mapas, trajes, e plugins podem ser criados, usados e compartilhados pela comunidade do game.
- Uma grande variedade de ambientes e mapas, alguns dos quais são gerados aleatoriamente.

## Modificações
É possível baixar adicionais para o jogo direto no cliente, tornando acessível para usuários comuns. Eles são produzidos pela comunidades e distribuídos de forma gratuita.
Adicionais que modificam a partida, como mapas, temas e scripts, são exigidos por todos que estiverem na sala. Já modificações visuais, como chapéis, vozes e traduções, não são exigidos por todos da sala.

## Desenvolvimento
O jogo é principalmente escrito em Pascal, C++ e Lua. Atualmente esta em desenvolvimento ativo.